# لاپنرانتا ۱۵۰۴
سیارک ۱۵۰۴ (به انگلیسی: 1504 Lappeenranta، نامگذاری:1939FM) هزار و پانصد و چهارمین سیارک کشف شده‌است که در ۲۳ مارس ۱۹۳۹ کشف شد.
قدر مطلق سیارک برابر ۱۱٫۸۸ است.